# Корнуцел (Караш-Северин)
Корнуцел (рум. Cornuțel) насеље је у Румунији у округу Караш-Северин у општини Палтиниш. Oпштина се налази на надморској висини од 262 m.

## Становништво
Према подацима из 2002. године у насељу је живело 1025 становника.

### Попис2002.
| Расподела становништва по националности 2002.‍ | Расподела становништва по националности 2002.‍ | Расподела становништва по националности 2002.‍ | Расподела становништва по националности 2002.‍ | Расподела становништва по националности 2002.‍ |
| --------------------------------------------- | --------------------------------------------- | --------------------------------------------- | --------------------------------------------- | --------------------------------------------- |
|                                               |                                               |                                               |                                               |                                               |
| Румуни                                        | Румуни                                        |                                               | 99                                            | 9,7%                                          |
| Украјинци                                     | Украјинци                                     |                                               | 924                                           | 90,3%                                         |